# 2043
Rok 2043 (MMXLIII) gregoriánského kalendáře začne ve čtvrtek 1. ledna a skončí ve čtvrtek 31. prosince.

## Předpokládané a naplánované události
- 15. května – 100. výročí založení společnosti American Broadcasting Company
- 11. června – 50. výročí premiéry filmu Jurský park